# 国道393号

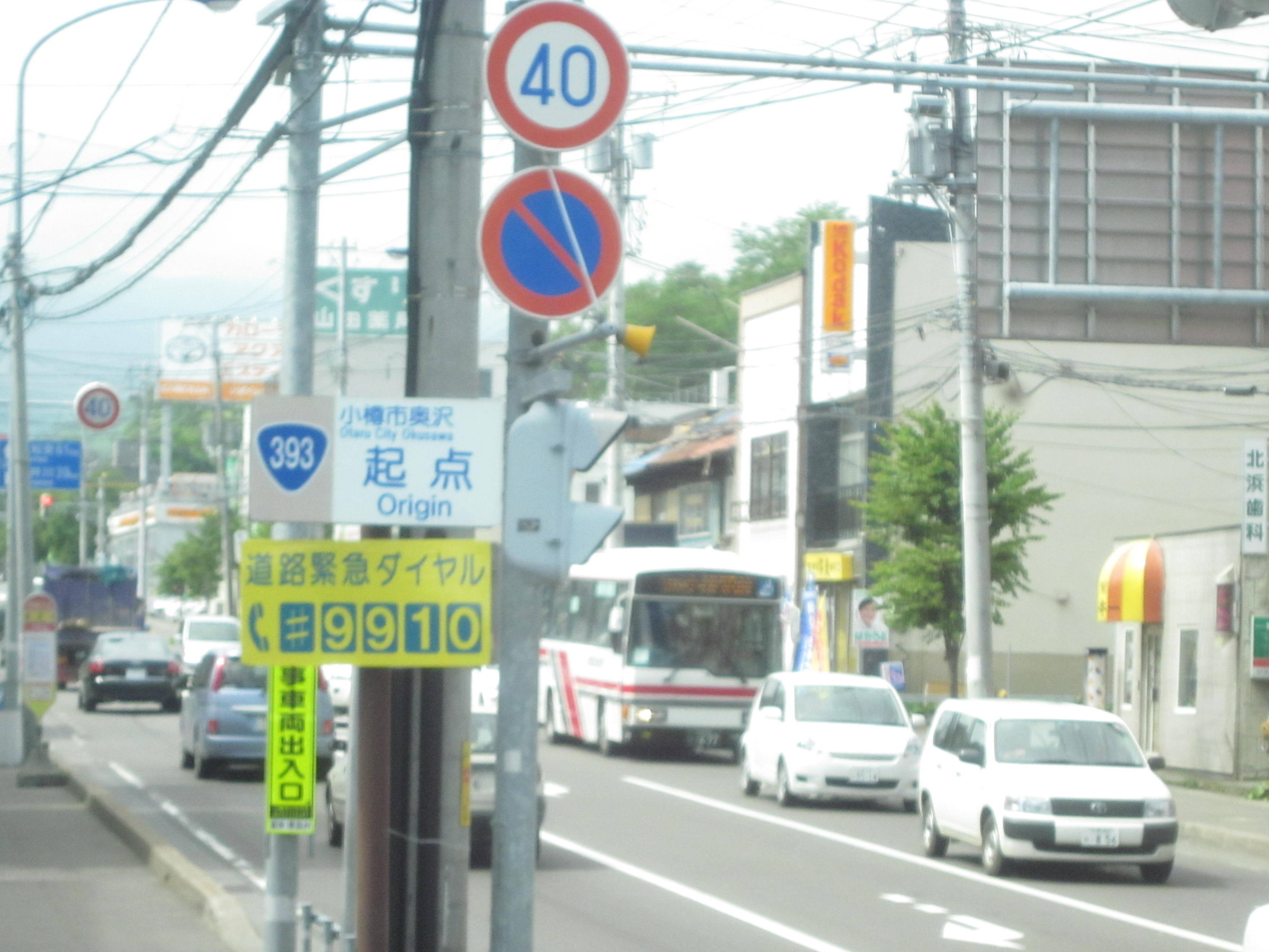
起点の様子

国道393号（こくどう393ごう）は、北海道小樽市から虻田郡倶知安町に至る一般国道である。

## 概要

### 路線データ
一般国道の路線を指定する政令に基づく起終点および重要な経過地は次のとおり。
- 起点：小樽市（奥沢1丁目28番4、奥沢十字街交差点 = 国道5号交点）
- 終点：北海道虻田郡倶知安町（北4条東10丁目1番5、北3東10・北4東9交差点 = 国道276号交点）
- 重要な経過地：北海道余市郡赤井川村
- 総延長 : 58.3 km（重用延長を含む。）[2][注釈 2]
- 重用延長 : 0.0 km[2][注釈 2]
- 未供用延長 : なし[2][注釈 2]
- 実延長 : 58.3 km[2][注釈 2]
  - 現道 : 58.3 km[2][注釈 2]
  - 旧道 : なし[2][注釈 2]
  - 新道 : なし[2][注釈 2]
- 指定区間：全線[3]

## 歴史
- 1982年（昭和57年）4月1日 - 一般国道393号（小樽市 - 虻田郡倶知安町）が指定[4]

小樽市 - 余市郡赤井川村は道道95号小樽仁木線の一部から、余市郡赤井川村 - 虻田郡倶知安町は道道895号倶知安赤井川線からの昇格である。道道95号小樽仁木線の残り区間は北海道道1022号仁木赤井川線となった。
- 1990年頃 - 小樽 - 赤井川間が通年開通
- 2008年（平成20年）9月6日 - 赤井川道路の開通により、通行不能区間解消

## 路線状況
2006年（平成18年）頃までは一部狭小区間やダートが残っていたが、2008年（平成20年）の全線開通と共に道路も改良されている。毛無峠付近は特に小樽側できつい勾配と複雑な線形のため、線形改良などを期待する声もある。

### 通称
- 赤井川国道
- メープル街道393[6]（公募で決定）

### 赤井川道路
赤井川道路（あかいがわどうろ）は、余市郡赤井川村から虻田郡倶知安町に至る延長16.4 kmの道路である。

#### 概要
- 起点：余市郡赤井川村字都
- 終点：虻田郡倶知安町字大和
- 延長：16.4 km
- 規格：第3種第3級
- 設計速度：50 km/h
- 車線数：2車線

#### 沿革
- 1982年度（昭和57年度） - 事業着手
- 2006年度（平成17年度）まで - 赤井川村側の5.0 km開通
- 2008年（平成20年）9月6日 - 赤井川 - 倶知安全線開通

### 道路施設

#### トンネル
- 樺立トンネル（2,001 m）

#### 道の駅
- あかいがわ（余市郡赤井川村）

## 地理

### 通過する自治体
- 北海道
  - 後志総合振興局
    - 小樽市 - 余市郡赤井川村 - 虻田郡倶知安町

### 交差する道路
後志総合振興局
小樽市
- 国道5号・北海道道697号天神南小樽停車場線 : 奥沢1丁目（奥沢十字街交点、起点）
- 北海道道697号天神南小樽停車場線、北海道道956号小樽環状線 : 天神1丁目（天神十字街交点）
- 北海道道956号小樽環状線 : 真栄2丁目

余市郡赤井川村
- 北海道道36号余市赤井川線 : 字都

虻田郡倶知安町
- 国道276号 : 北4条東9丁目（北3条東10丁目交点、終点）

### 峠
- 毛無峠（小樽市 - 余市郡赤井川村）